# Milbertshofen (Bezirksteil)

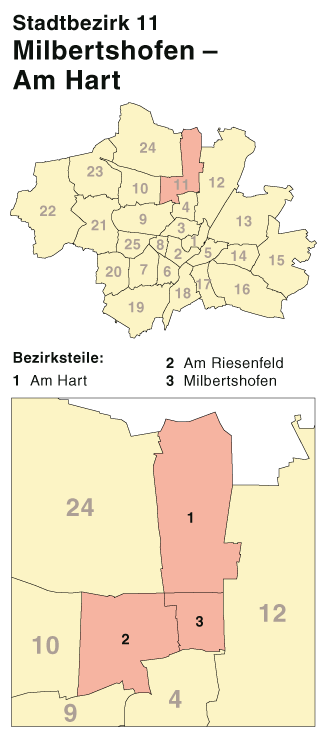
Milbertshofen; hier Nummer 3

Milbertshofen ist der südöstliche der drei Bezirksteile des übergeordneten, gleichnamigen Münchner Stadtbezirks 11 Milbertshofen-Am Hart.

## Lage
Der Bezirksteil Milbertshofen erstreckt sich nördlich des Petuelrings/Petuelparks, zwischen der Schleißheimer Straße im Westen und der Ingolstädter Straße im Osten, bis zum Münchner Nordring im Norden. Er grenzt somit an den Bezirk Am Hart im Norden, Schwabing-Freimann im Osten, Schwabing-West im Süden und Am Riesenfeld im Westen.

## Beschreibung
In Milbertshofen wohnen 20.150 Menschen (2015). Es hat eine Einwohnerdichte von 10.478,2 Einw./km² [2015].
Durch Sanierung vieler Wohnanlagen und Neubau moderner Wohnungen verwischen sich in jüngerer Zeit die Unterschiede zum benachbarten Schwabing. Seit der Verkehr auf dem stark befahrenen Petuelring durch die Eröffnung des Petueltunnels unterirdisch geführt wird, sind Schwabing und Milbertshofen durch den Grünzug Petuelpark verbunden.

An der Ingolstädter Straße liegt der Euro-Industriepark.
2005 wurde das Kulturhaus Milbertshofen eröffnet, 2007 der anliegende Platz Curt-Mezger-Platz benannt. Dort findet jeden Freitag von 13:00 bis 18:00 Uhr ein Wochenmarkt statt.
In Milbertshofen liegt die Alte- (Alter St.-Georgs-Platz) und Neue St.-Georgs-Kirche (Milbertshofener Platz), die evangelisch-lutherische Dankeskirche am Curt-Mezger-Platz sowie St. Lantpert in der Torquato-Tasso-Str. 40.
Am 20./21. Oktober 2007 öffnete am Petuelring die BMW Welt ihre Pforten. Dort befindet sich auch das BMW Museum. Am Petuelring liegt der TSV Milbertshofen.
An der Piccoloministraße liegt das Stadtteilzentrum Milbertshofen, an der Frohschammerstraße 14 der Kulturpark München. Am Korbinianplatz befindet sich eine Calisthenics-Anlage. An der Schleißheimer Straße 281 liegt ein Hochbunker.

U-Bahnhöfe im Bezirk sind der U-Bahnhof Milbertshofen und der U-Bahnhof Frankfurter Ring der Linie U2.

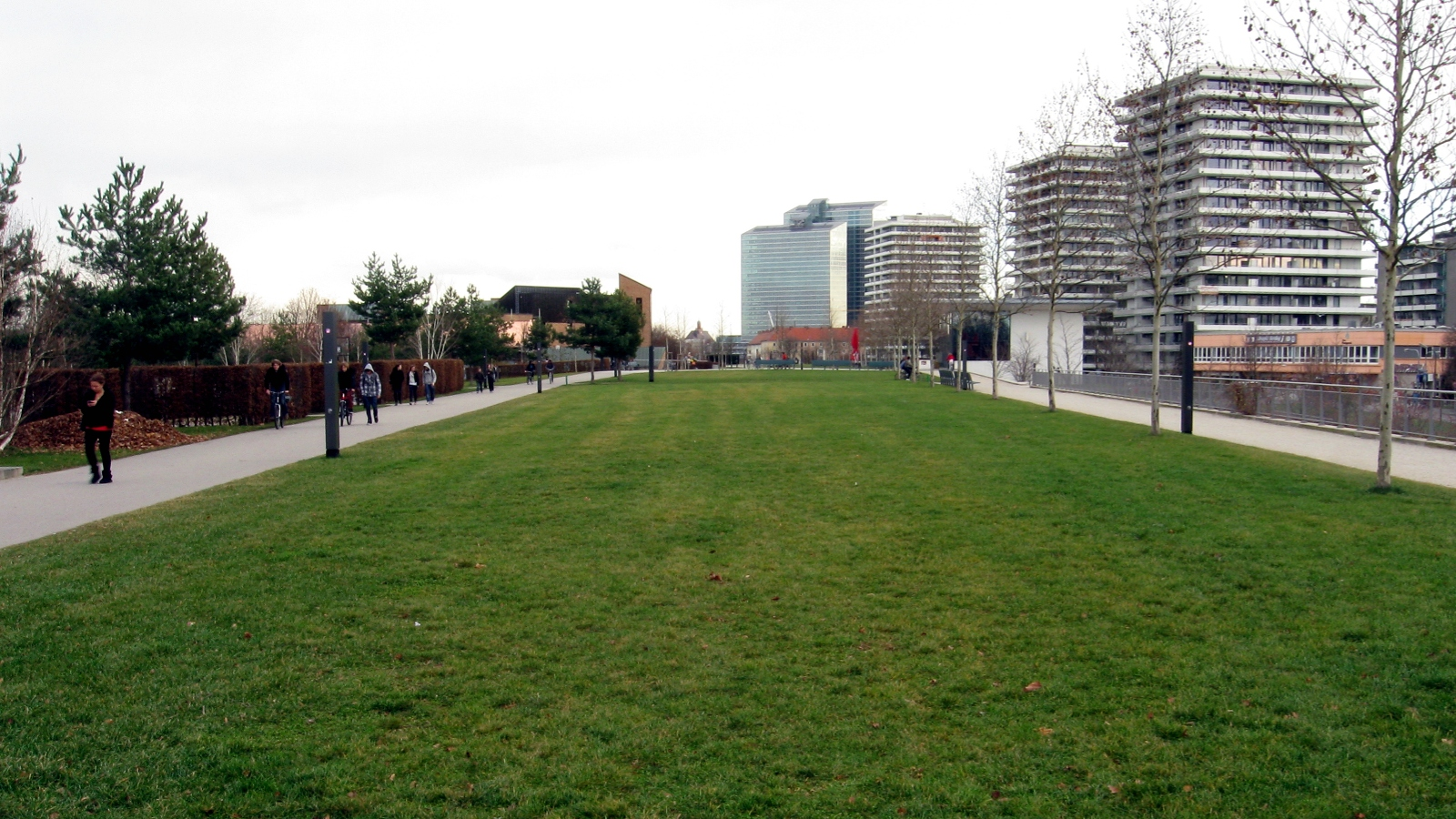
Petuelpark
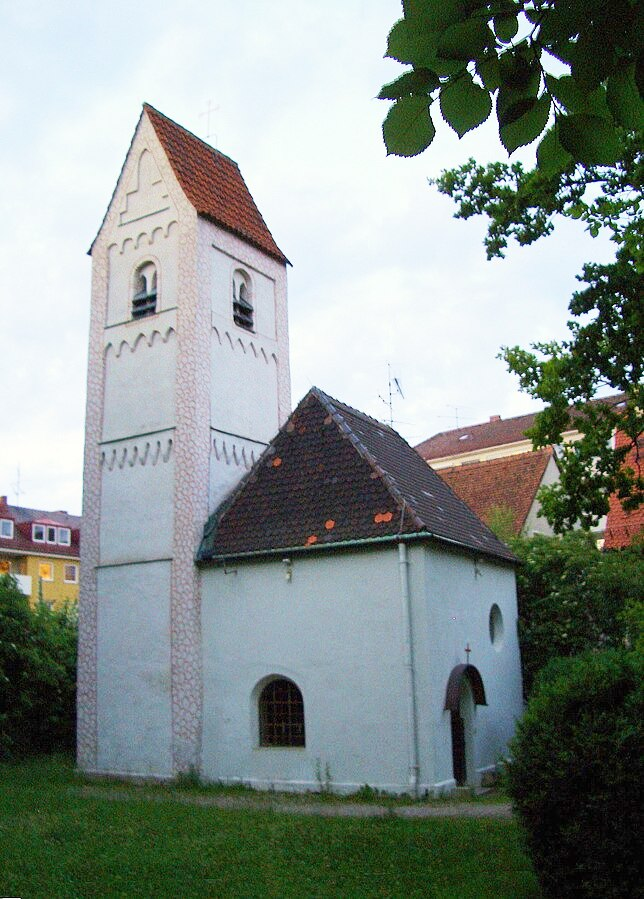
Alte St. Georgs-Kirche
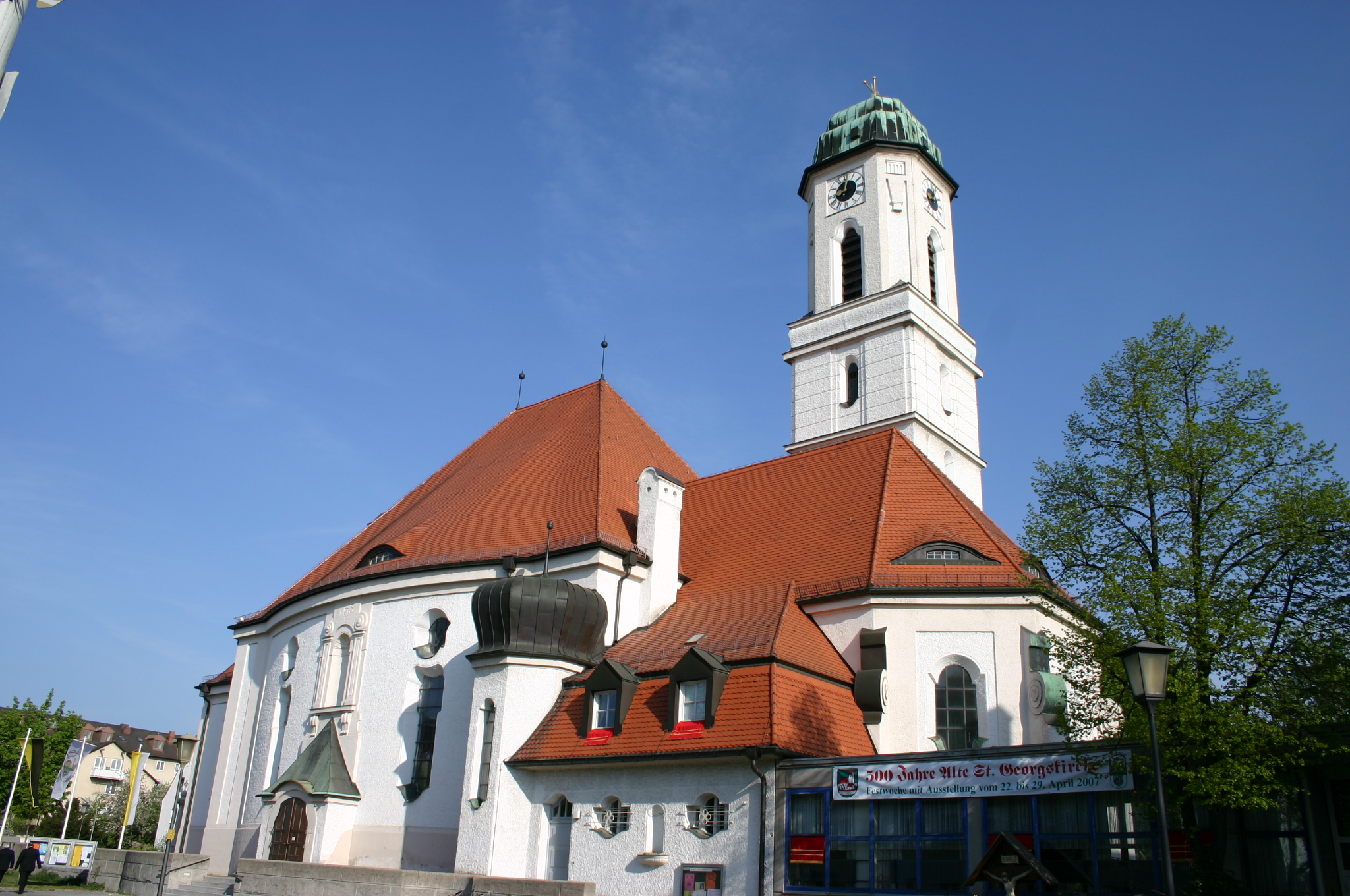
Neue St. Georgs-Kirche
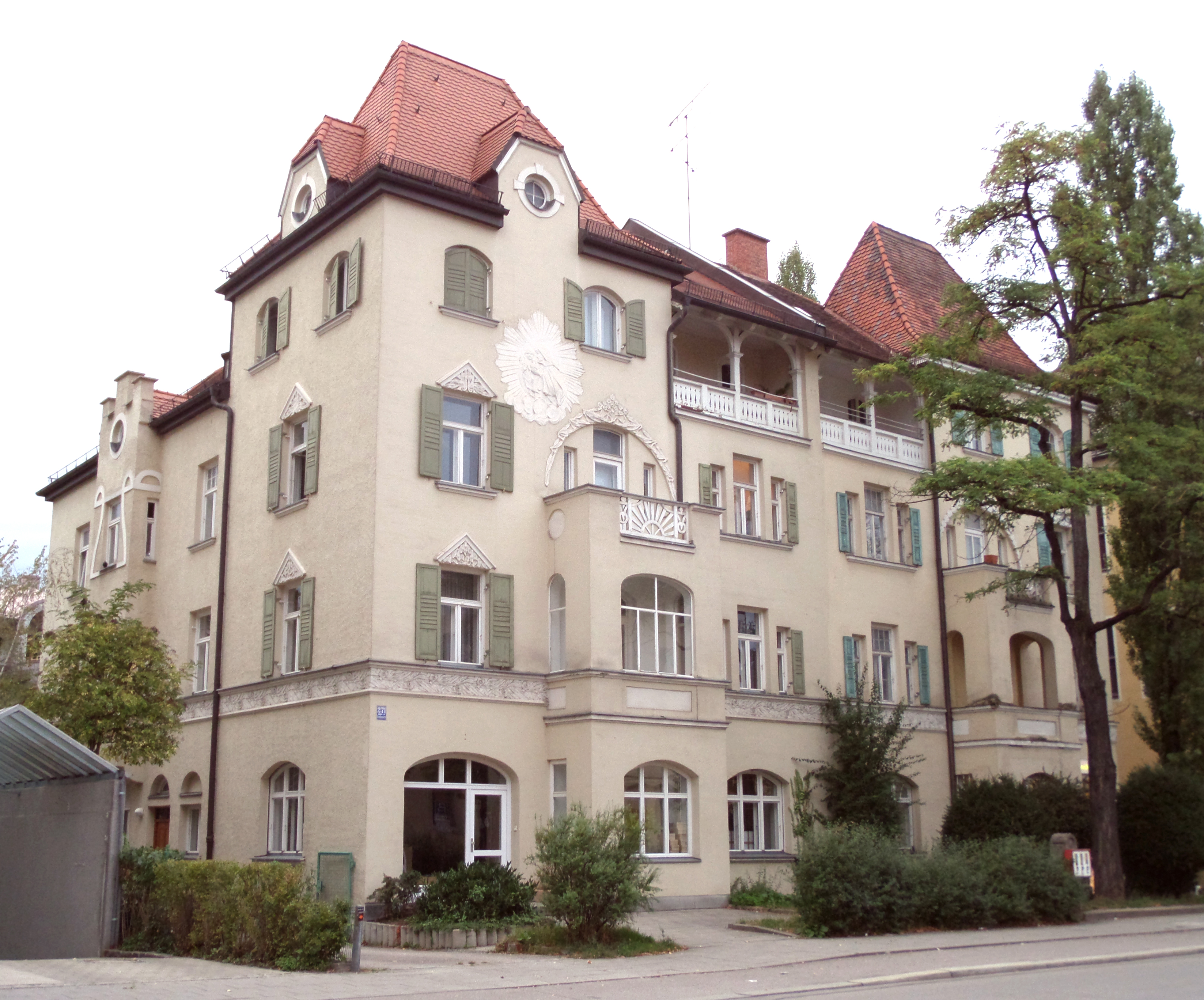
Schleißheimer Straße 271–273
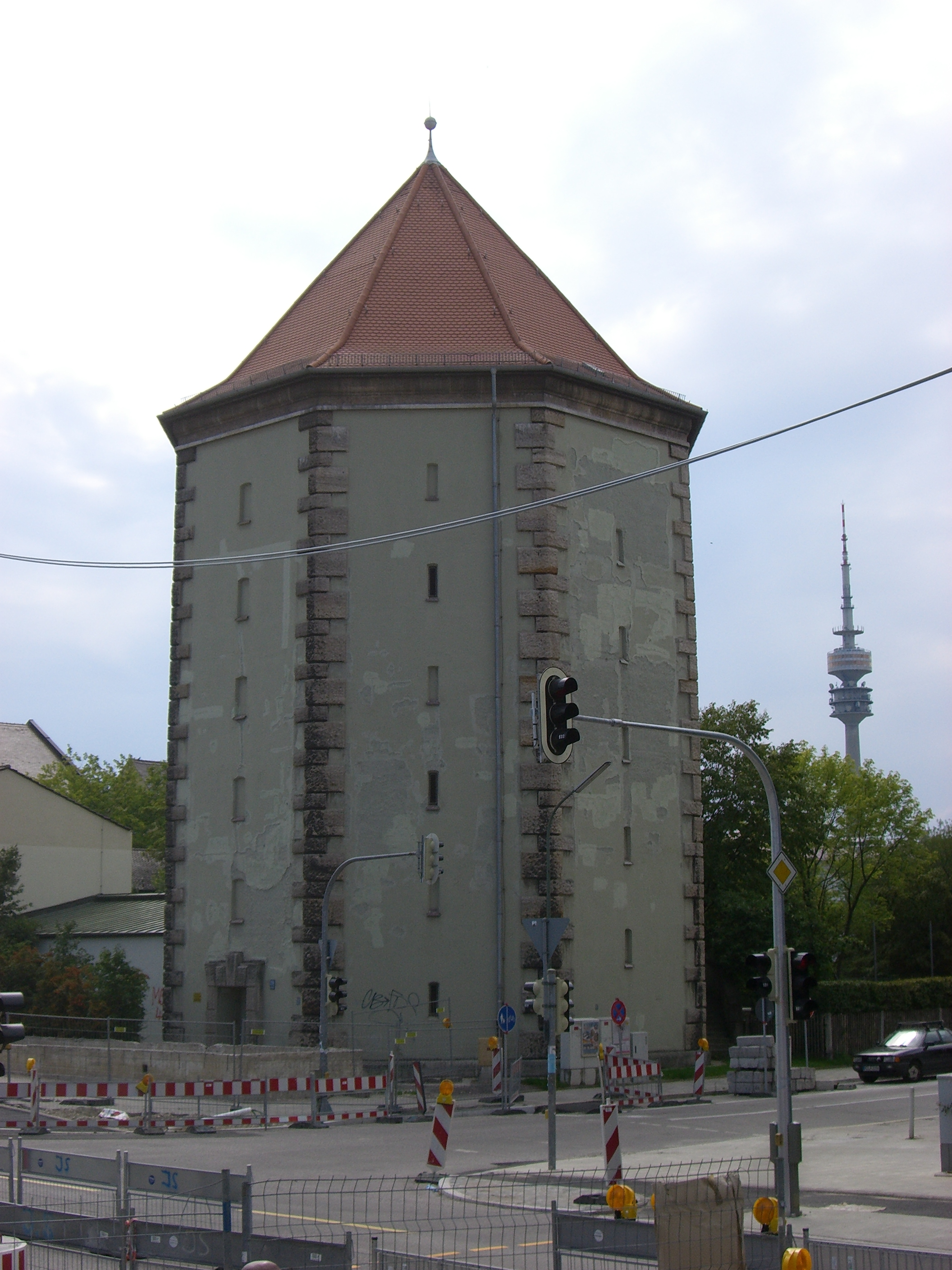
Hochbunker Schleißheimer Straße
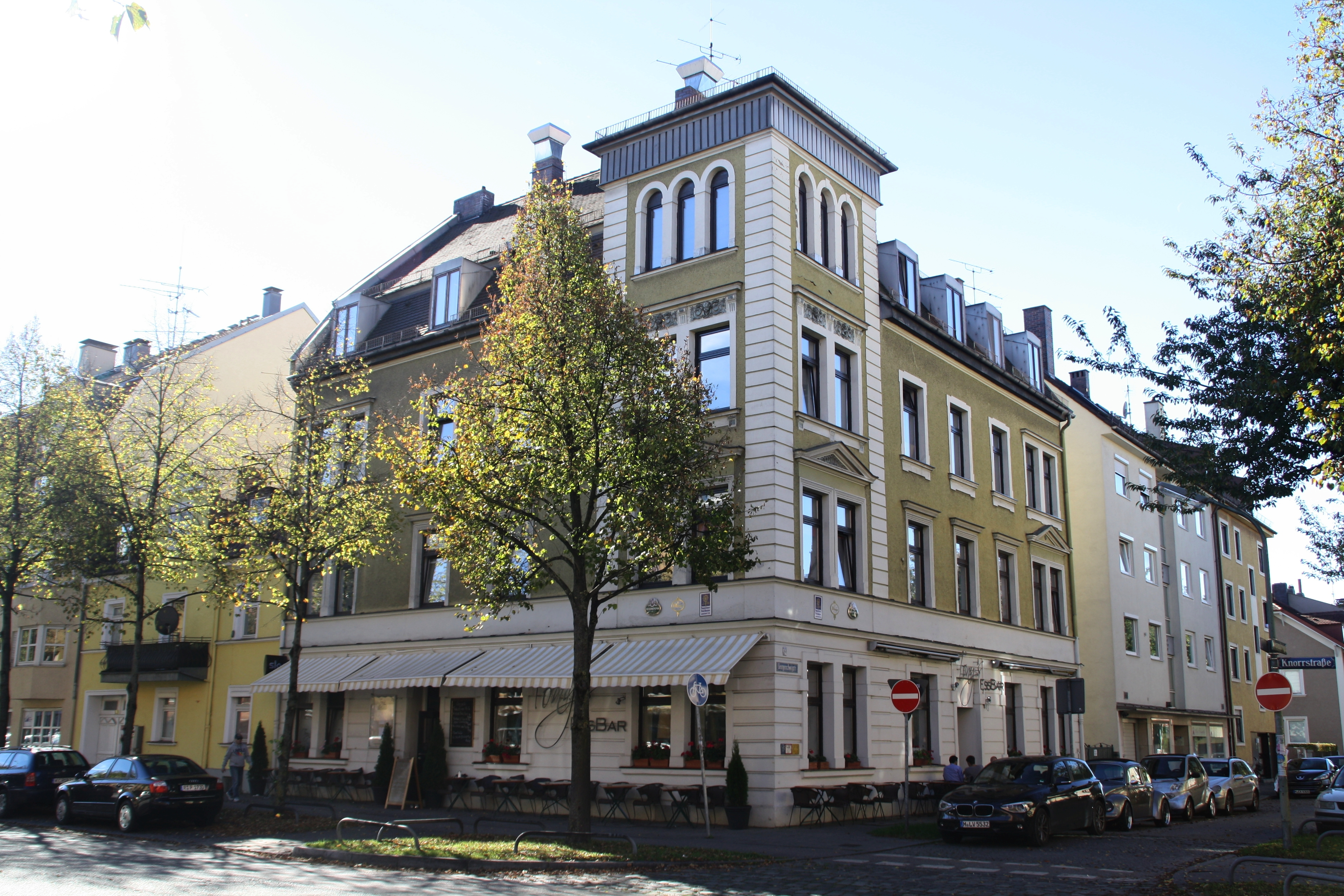
Georgenschwaigstraße 42
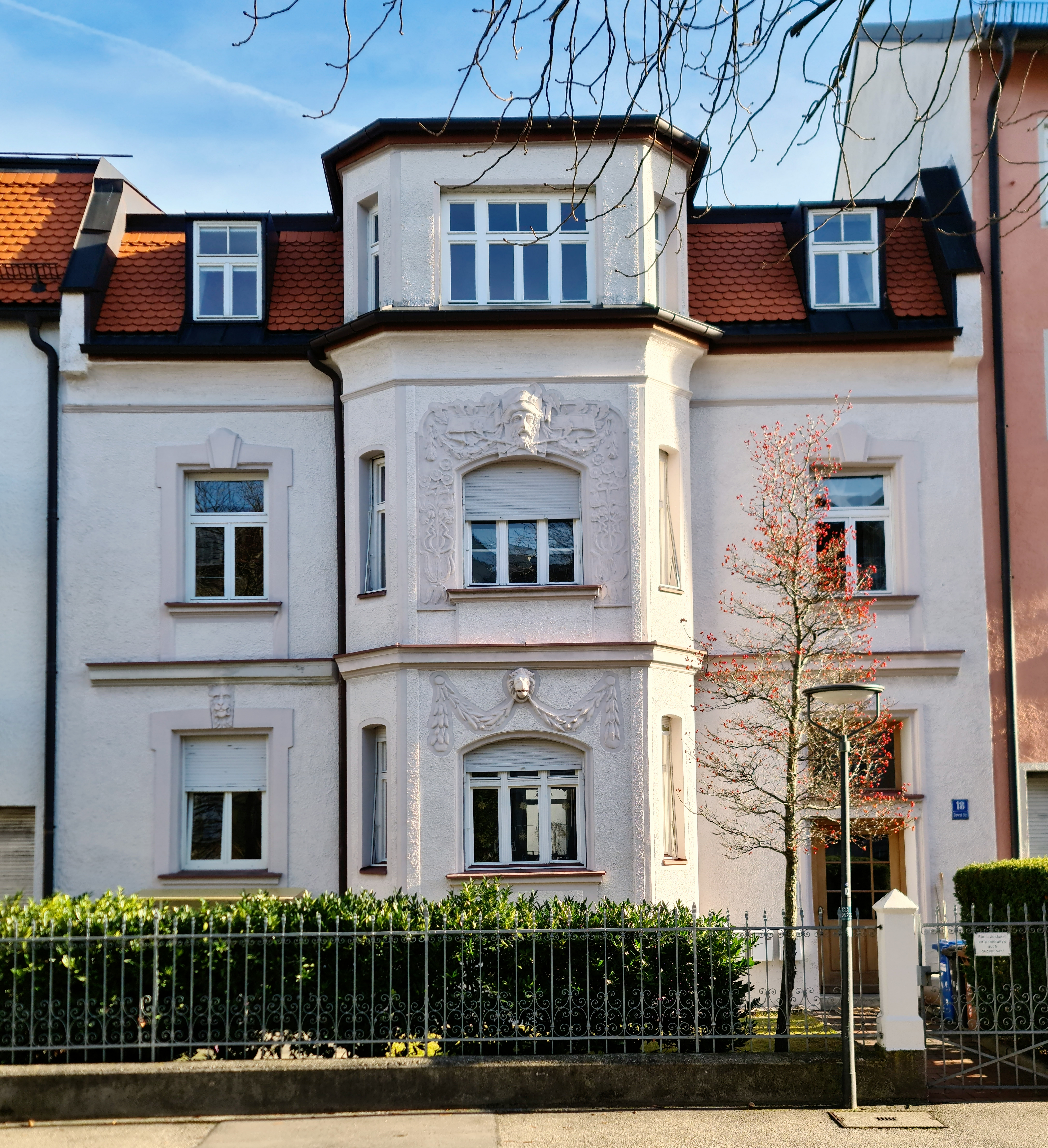
Dewetstraße 18
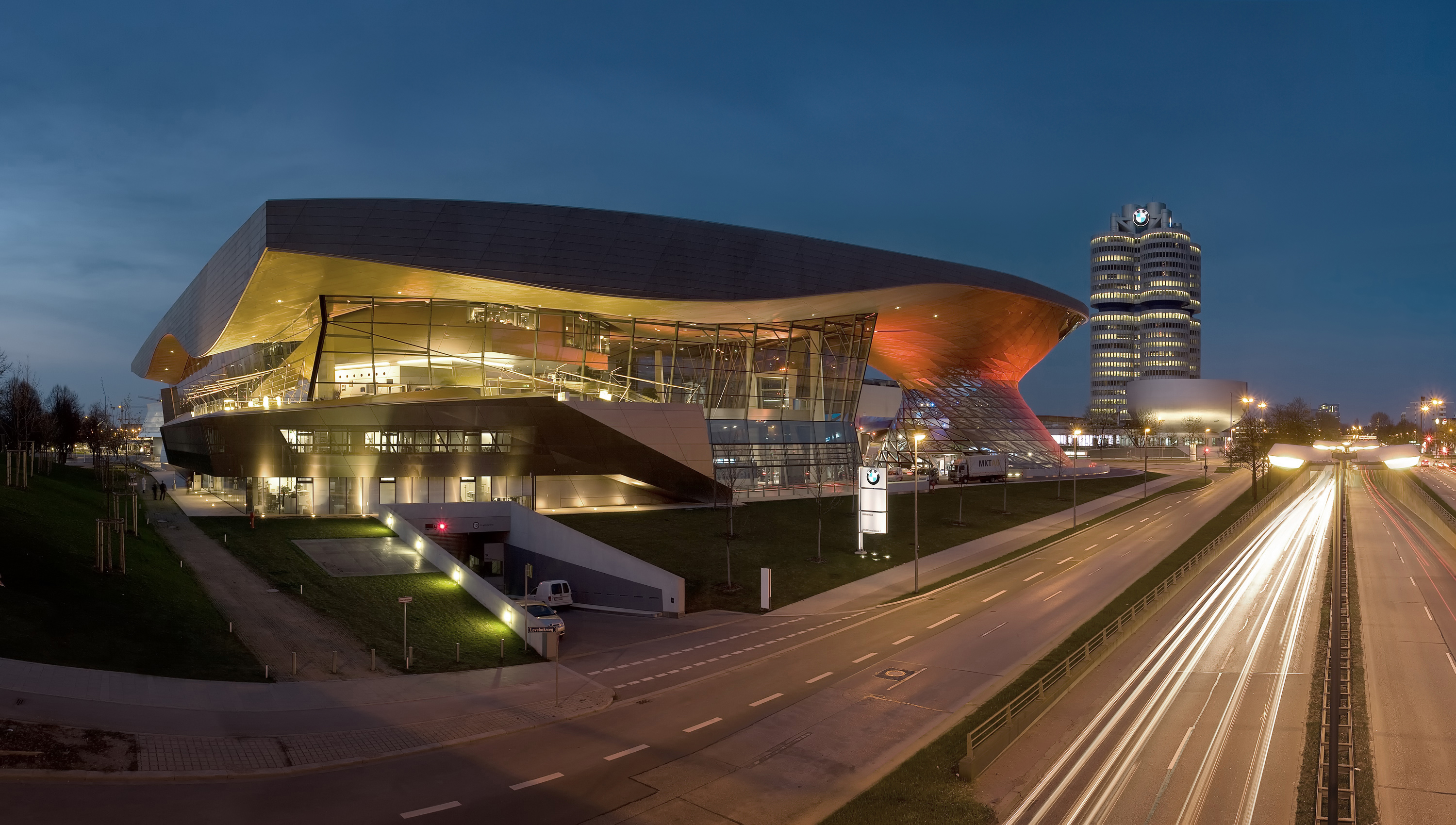
BMW Welt
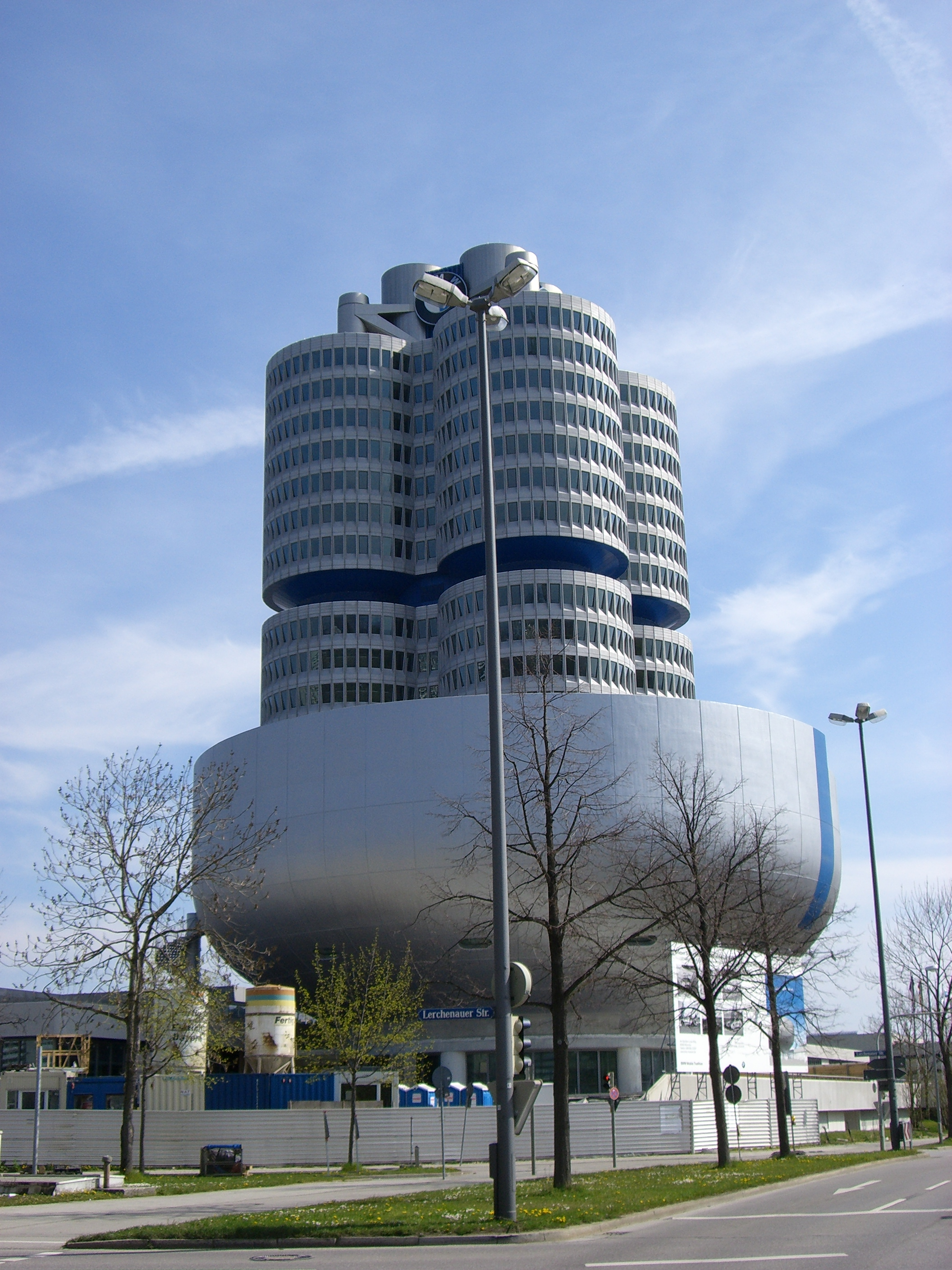
BMW Museum
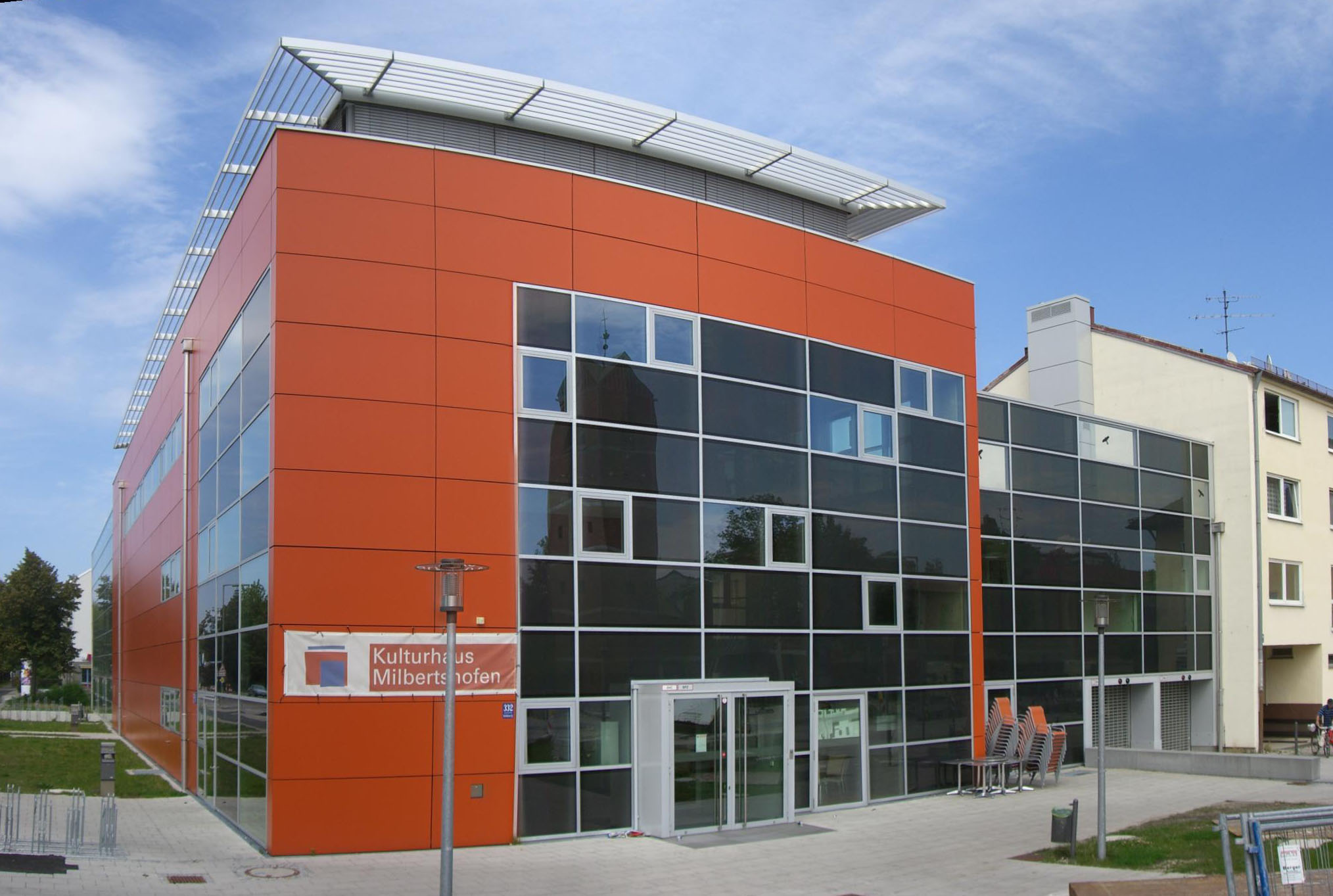
Kulturhaus Milbertshofen

## Geschichte

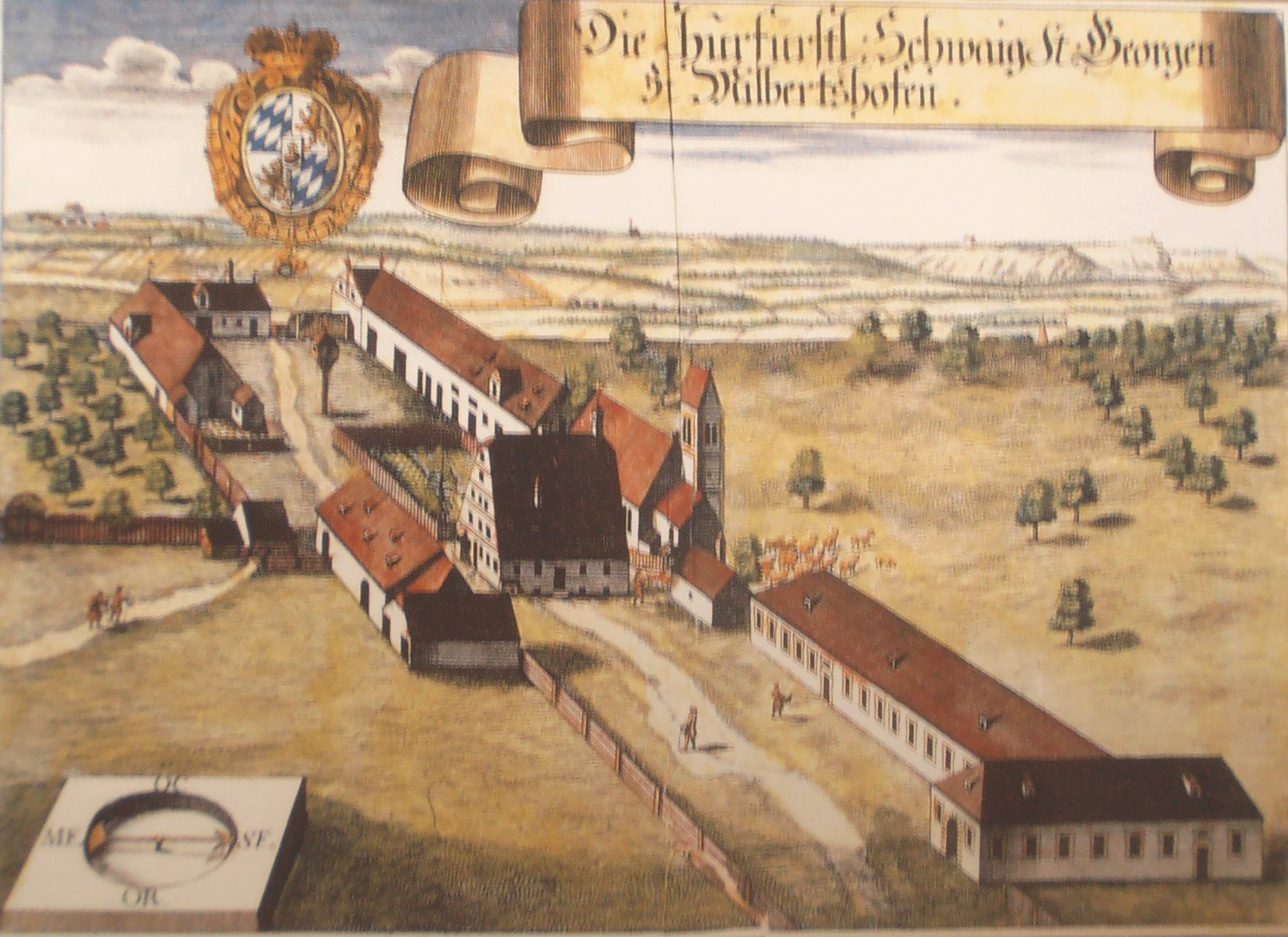
Milbertshofen im Jahr 1701

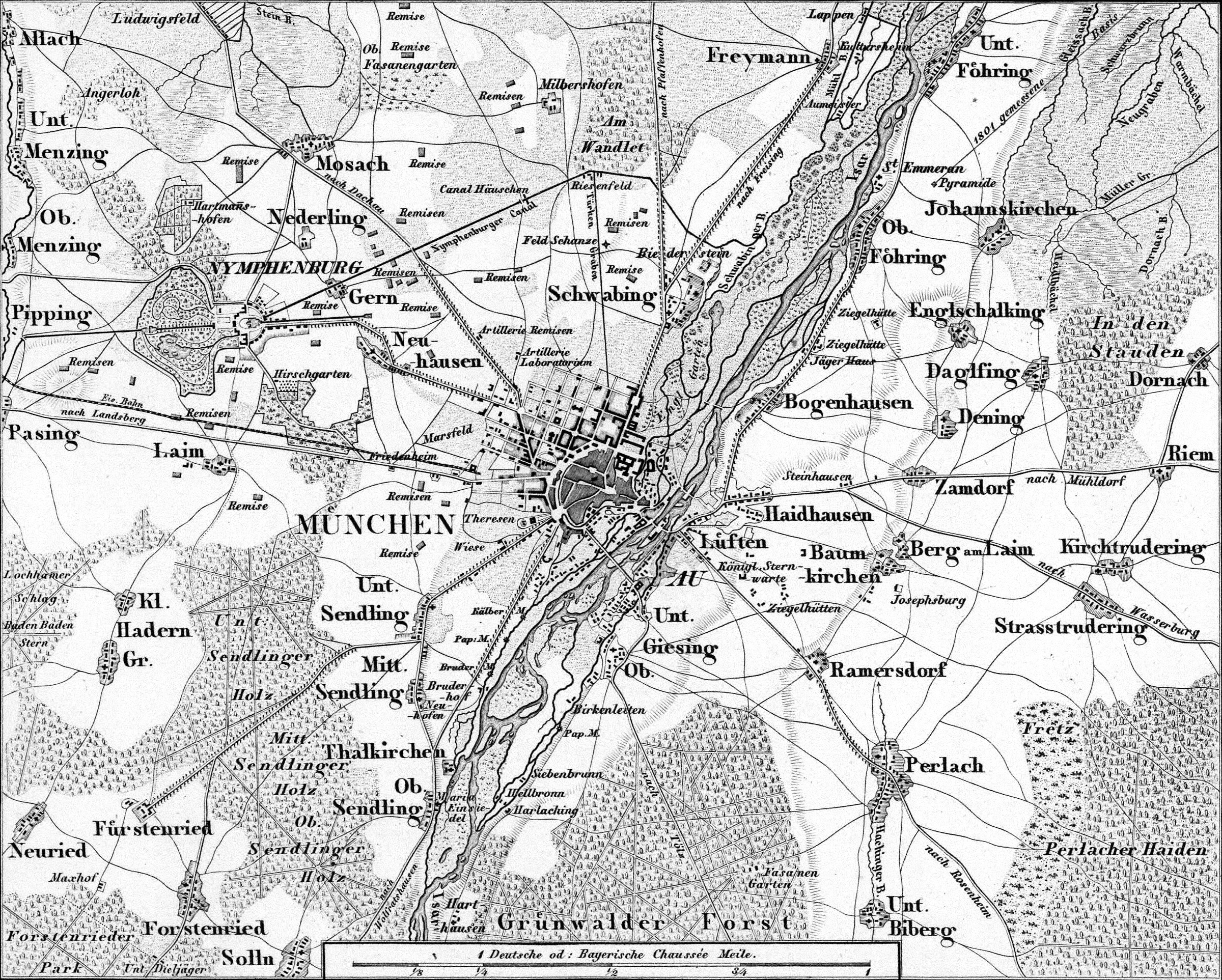
"Milbertshofen" und Umgebung auf einer Karte von 1856

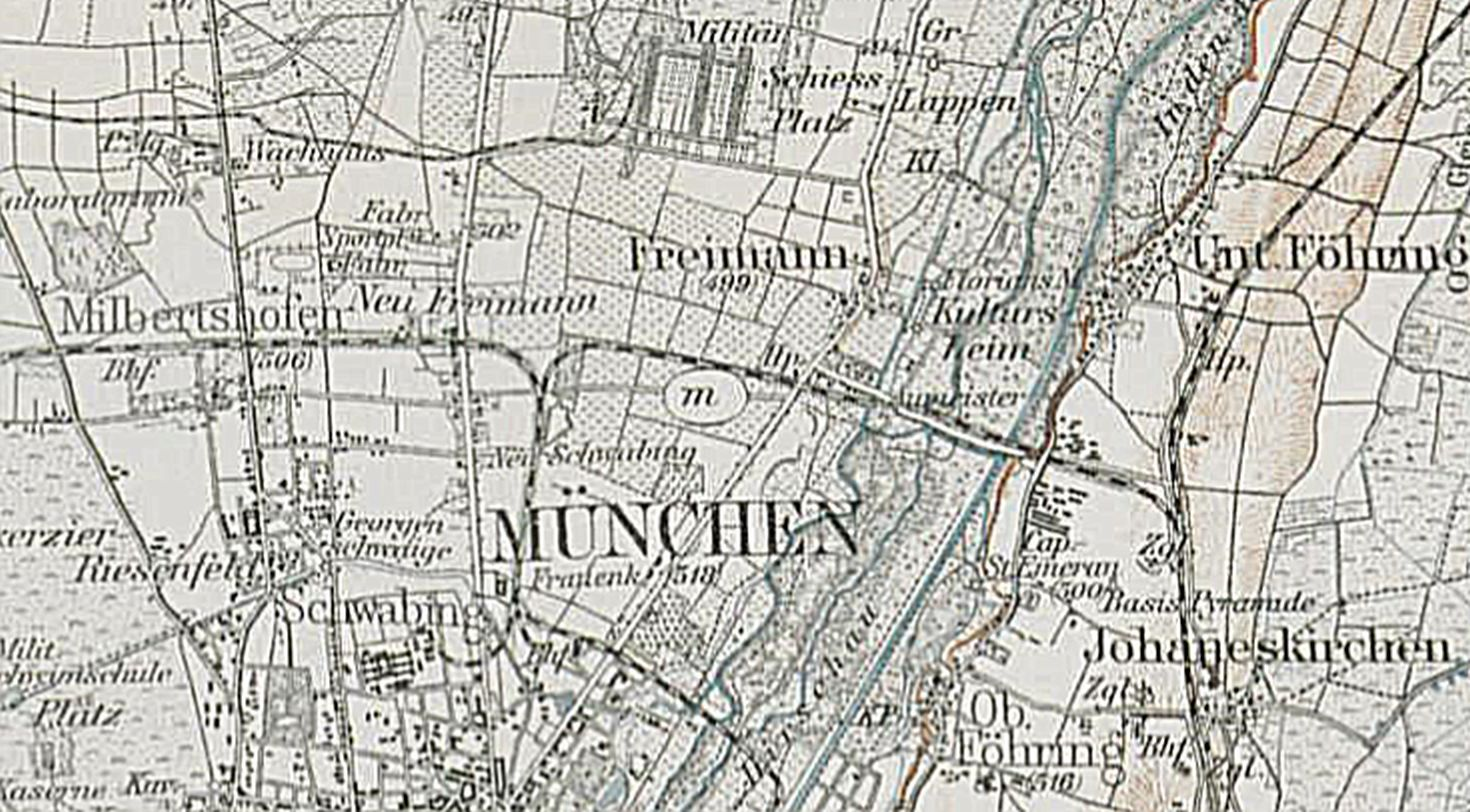
Milbertshofen auf einer Karte von 1894

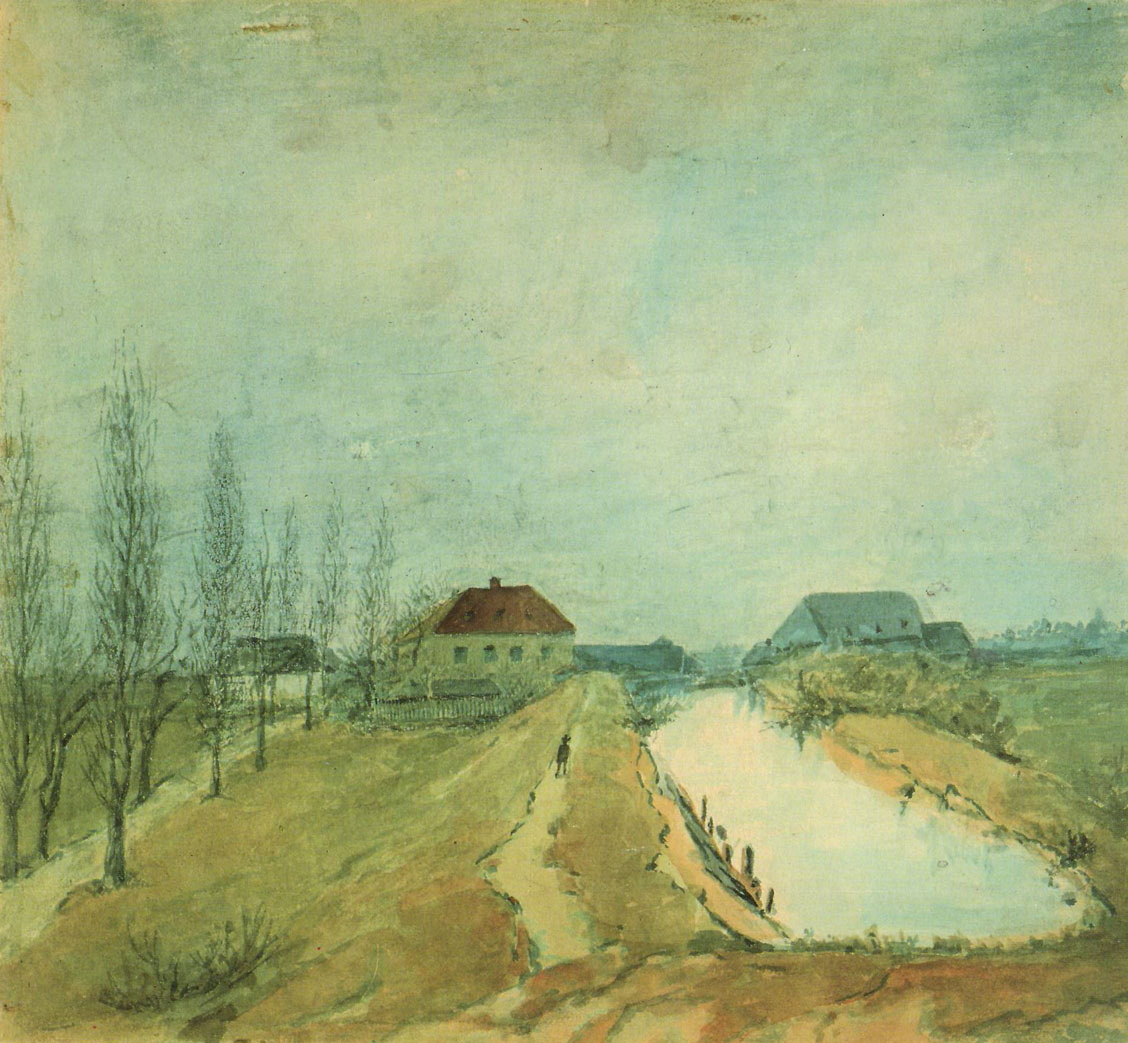
Der Türkengraben bei der Georgenschwaige, 1890

Zum ersten Mal erwähnt wurde Milbertshofen im Jahre 1149 beziehungsweise 1152 als „Ilmungeshoven“. Das Wort ging wohl aus bewusst undeutlicher Aussprache von Illungshof hervor. Illungshof war die Bezeichnung für einen Einsiedlerhof, auf den man zwangsweise ausgesiedelt wurde wegen Krankheit oder als Strafe, verständlich, dass die Bewohner dies nicht unbedingt kundtun wollten. Eine weitere Deutung ist: "Hof des Ilbunch/Ilbung/Ilmung" oder "Höfe der Ilbunge". Die erste Erwähnung dieses Namens geschah in einer Urkunde, mit der um das Jahr 1140 Graf Konrad I. von Valley seinen ganzen Besitz zu Ilmungeshofen zu seinem und seiner Eltern Seelenheil dem Kloster Schäftlarn übergab. Weil die Fläche dieser Schenkung nur als Weideland benutzt werden konnte, machte das Kloster daraus einen Viehhof, also eine Schwaige, die nach dem heiligen Georg St. Georgenschwaige genannt wurde.
Zur St. Georgenschwaige gehörten auch abgabenpflichtige Bauern, deren Reichnisse an Getreide in den Speichern des von einem Meister und Laienbrüdem verwalteten Fronhofes bis zum Ausmahlen in nahe gelegenen Mühlen gelagert wurden. Als Mahllohn erhielt er einen Teil des gebrachten Getreides, der Mühlmazze genannt wurde. So hieß er bald Mühlmazzhof, woraus der Ortsname Mühlmatzhofen – Milbertshofen entstand. Spätere Benennungen waren: 1310 Mülingshoven, 1325 Mülbenhoven, 1336 Mulmantzhoven sowie 1468 Milberzhofen.
Zwischen 1466 und 1630 gehörte der Besitz dann der Familie Keferloh. Die Keferloher waren das älteste Milbertshofener Geschlecht und seit 1478 bekannt. 1658 wurde Milbertshofen für 30.000 Gulden an den Kurfürsten Maximilian II. Emanuel verkauft.
Am 10. Januar 1668 erhob Kurfürst Ferdinand Maria die St. Georgenschwaige zu Milbertshofen in den Rang einer Hofmark.
Um 1800 hatte Milbertshofen nur 432 Einwohner.
Nachdem Milbertshofen jahrhundertelang lediglich eine Schwaige gewesen war, begann die Expansion des späteren Stadtteils Münchens erst ab dem Jahr 1800, als Kurfürst Max IV. Joseph das Gut an vier Waldsassener Bauern übergab. Eine zur Schwaige gehörende Kirche wurde 1360 erstmals erwähnt. Reste der im frühen 16. Jahrhundert erbauten alten Georgskirche sind die einzigen verbliebenen Zeugen der Keimzelle Milbertshofens. Das Zentrum des frühen Milbertshofen liegt am Alten St.-Georgs-Platz, zwischen Moosacher Straße und Motorstraße.
Es siedelten sich die ersten Fabriken: 1806 eine Perlgraupenmühle und 1835 ein Pulvermagazin in Milbertshofen an. Mit dem Zuzug Ludwig Petuels aus Freising 1868, der neben einer Brauerei und Brennerei auch die Terrain Gesellschaft Riesenfeld gründete, beschleunigte sich die Entwicklung des Dorfes weiter.
1900 hatte Milbertshofen 768 Einwohner. 1905 wurde der TSV Milbertshofen gegründet.
Im Jahre 1910 erhielt Milbertshofen den Status einer Stadt. 1910 zählte Milbertshofen 4001 Einwohner und war damit die kleinste Stadt in Bayern. Bereits drei Jahre später, am 1. April 1913, wurde die Stadt Milbertshofen nach München eingemeindet. Ein Jahr zuvor war die Neue St.-Georgs-Kirche am Milbertshofener Platz eingeweiht worden. Während der Nazi-Diktatur befand sich ab 1941 in Milbertshofen ein Barackenlager für jüdische Mitbürger, die von dort aus in die verschiedensten Konzentrationslager deportiert wurden. Vom März bis August 1941 errichtet, diente es ab September 1941 bis August 1942 als Wohnghetto für die zwischenzeitlich „entmieteten“ jüdischen Münchner und schließlich als Sammellager für die Deportationen. Die ersten beiden großen Deportationen aus München am 20. November 1941 nach Kaunas (Litauen), sowie am 4. April 1942 nach Piaski (Polen) erfolgten vom nahe gelegenen Bahnhof Milbertshofen. Von August 1941 bis Kriegsende befand sich auf dem Firmengelände der Vulkanisiermaschinenfabrik Zängl ein Lager für Zwangsarbeiter, die mehrheitlich aus Polen, Italien, Frankreich, Belgien und Holland stammten.
In den 1980er Jahren traf sich im Hinterhof der Nietzschestraße 7b die Münchner Punkszene. Dort spielte auch die Punkband Freizeit 81.